# Bomolocha lentiginosa
Bomolocha lentiginosa là một loài bướm đêm trong họ Noctuidae.